# Kristjan Pedersen
Kristjan Pedersen f. Christian (13. oktober 1857 i Sandby, død 26. oktober 1927 smst) var landbrugsminister i Carl Theodor Zahle II-regeringen. 
Kristjan Pedersen (Radikale Venstre) gik på Tune Landboskole og var gårdejer. 
Kristjan Pedersen beskæftigede sig meget med jordspørgsmål, og i Folketinget rejste han gentagne gange krav om mere jord til landarbejdere. Han var tilhænger af grundskyld og ekspropriation.
Kristjan Pedersen fik i 1919 gennemført jordlovene, som handlede om overgangen af len, stamhuse og fideikommisgodser til fri ejendom, og om afhændelse af præsternes henlagte jord til oprettelse af husmandsbrug, samt loven om vilkår for bortsalg af jord i offentligt eje.

## Død
Kristjan Pedersen døde på sin gård i Sandby, Kundby Sogn. Som dødsårsag blev angivet bronkopneumeni (lungebetændelse) efter 4 dages sygdomsforløb.